# Björn Howander
Björn Seth Howander, född 7 maj 1920, död 14 december 2007 i Trosa, var en svensk arkitekt.

## Biografi
Efter utbildning vid KTH, Kungliga Tekniska Högskolan och KKH, Kungliga Konsthögskolan i Stockholm gjorde han militärtjänst som löjtnant i luftvärnet. Han var gift med Ewa Nordenskiöld, paret fick två söner. Till hans privatintressen hörde bland annat fiske och segling. Howander var anställd arkitekt på Hans Åkerblads arkitektkontor och ritade många byggnader tillsammans med honom. 
Howander var en av chefsarkitekterna när gamla byggnaden för Wasavarvet projekterades i början av 1960-talet. 1962 utgav han och Åkerblad boken Wasavarvet i Stockholm.

## Arbeten i urval

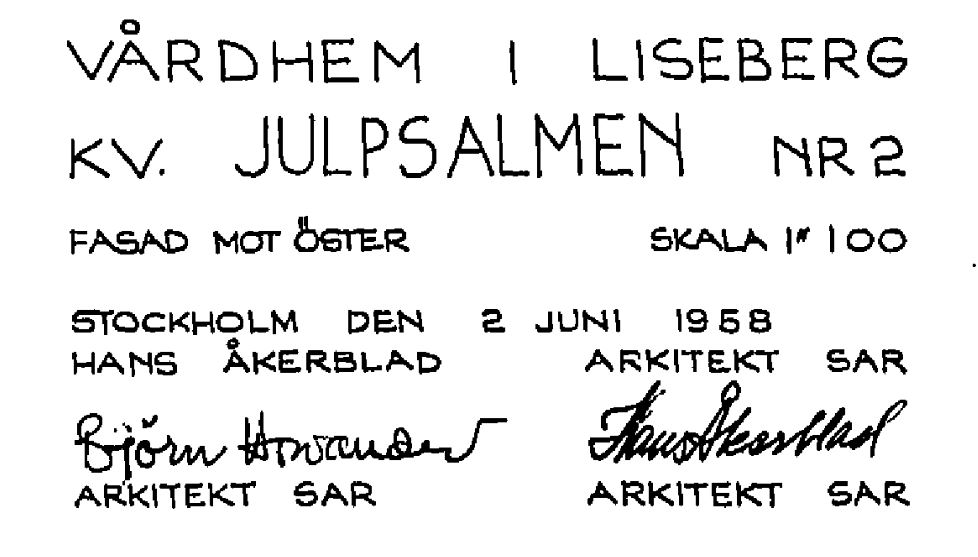
Howanders namnteckning 1958.

Samtliga tillsammans med Hans Åkerblad.
- Hus för Blomsterfonden i Liseberg, Stockholm, 1957.
- Wasavarvet, provisorium, Stockholm 1959-1961.
- Kannan 8, bostadshus, Norrbackagatan 72–82, 1962.
- Myrstacken 32, bostadshus, Gävlegatan 15, 1964.
- Vattumannen 31, Magdalenagården, Timmermansgatan 27, 1960.
- Kedjehusen på Fiskarhöjden i Fisksätra, mellan 1973 och 1974.

## Bilder, arbeten i urval

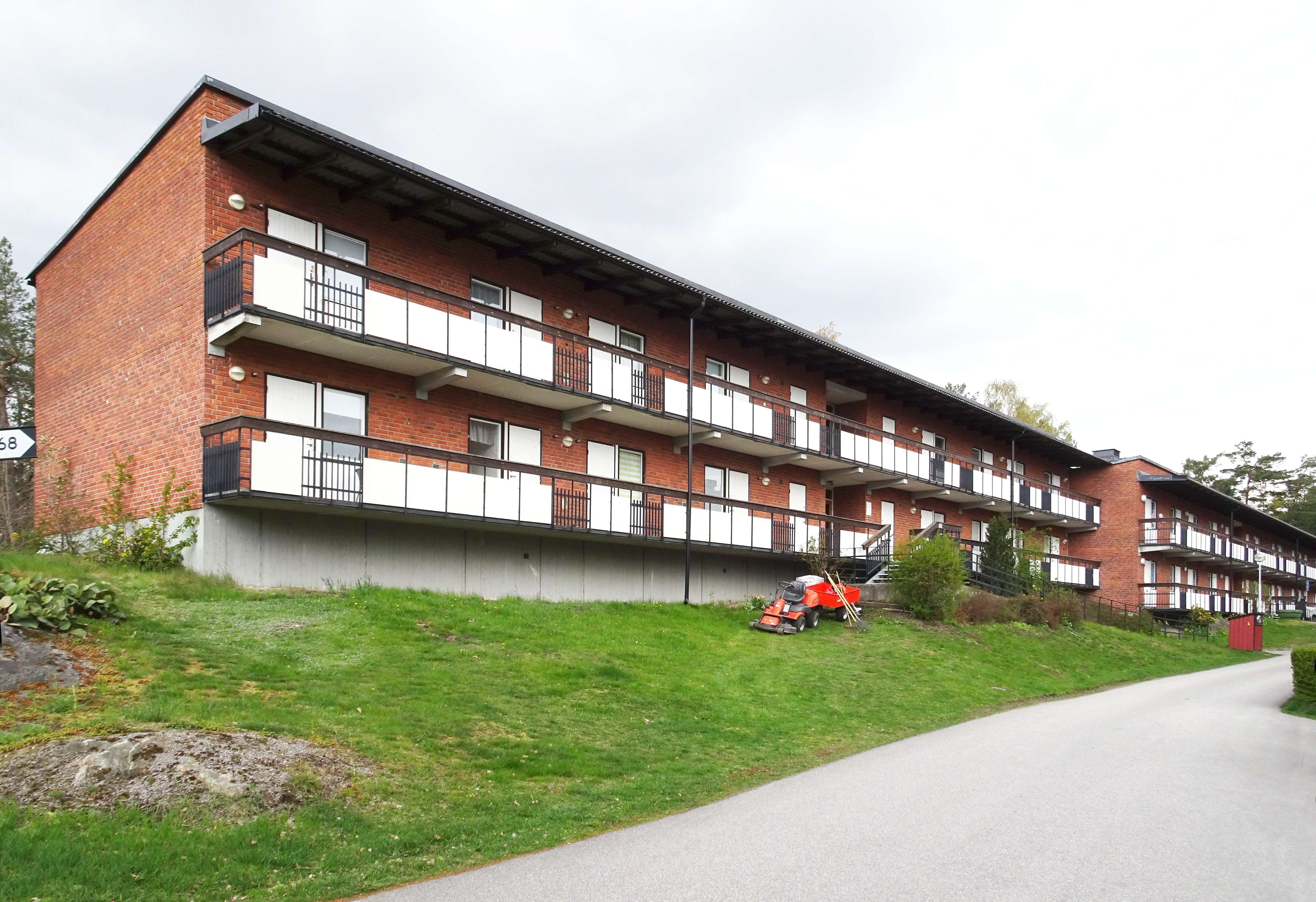
Blomsterfondens seniorboende i Liseberg.
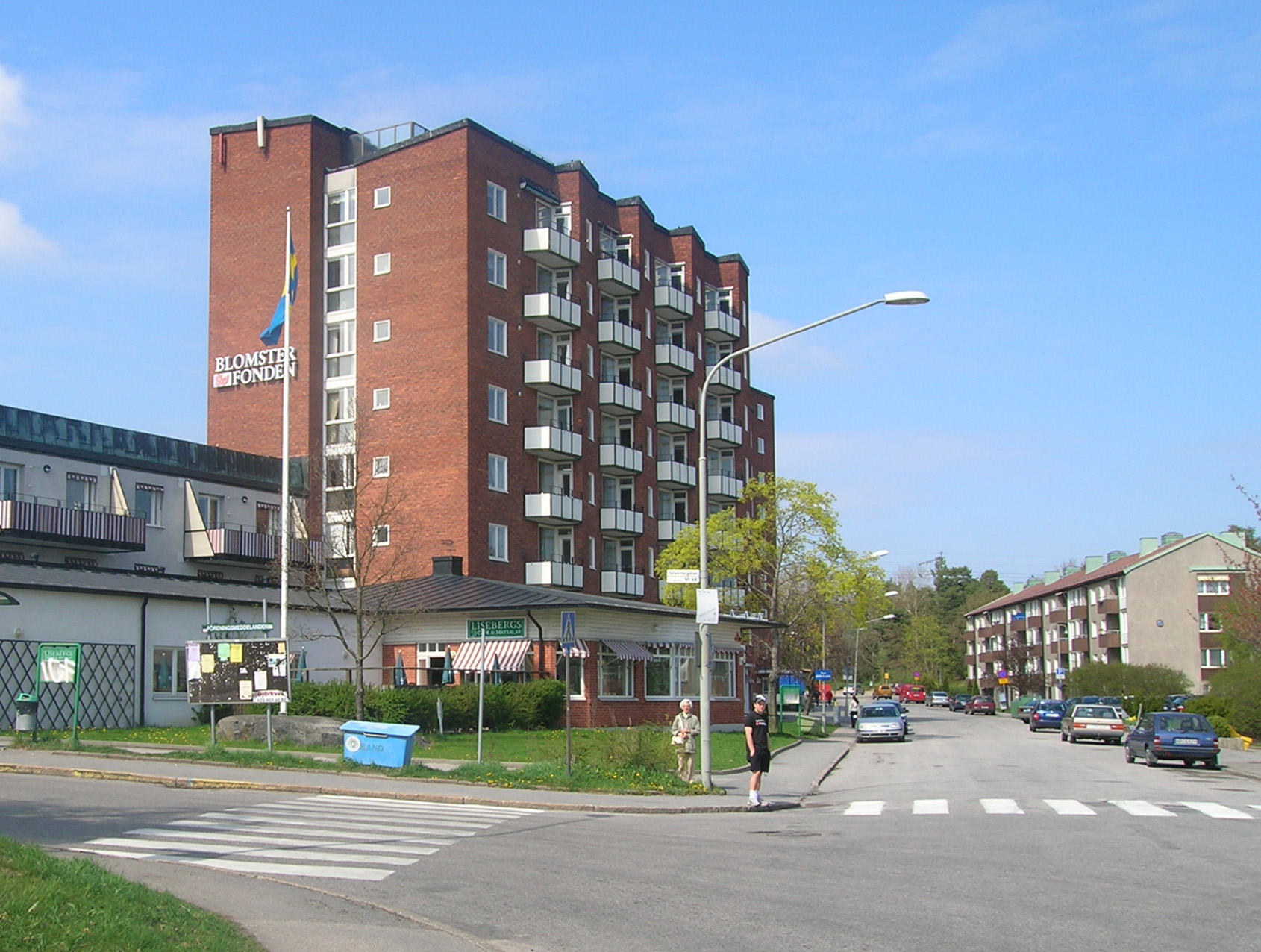
Blomsterfonden, Liseberg, södra Stockholm.
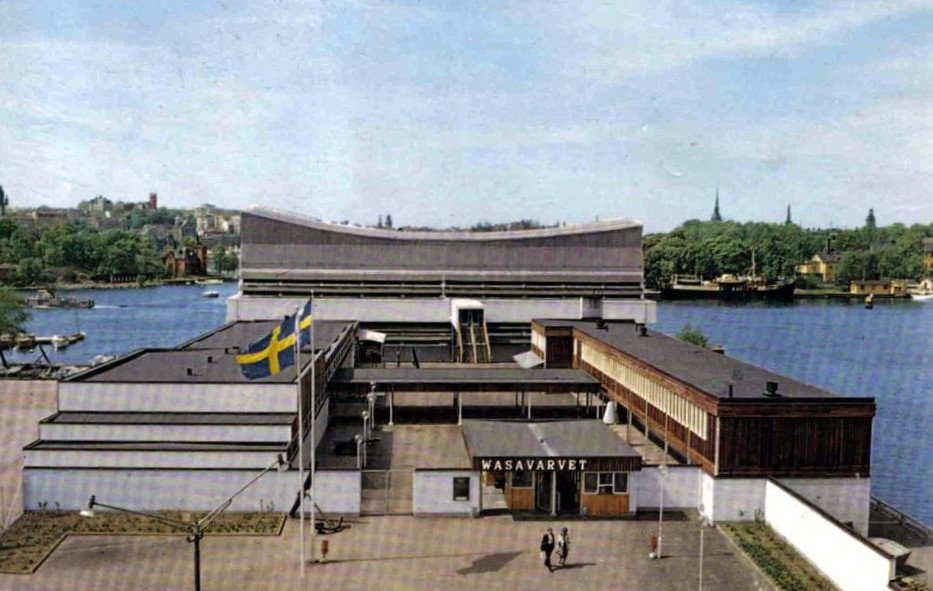
Wasavarvet, Södra Djurgården, Stockholm.
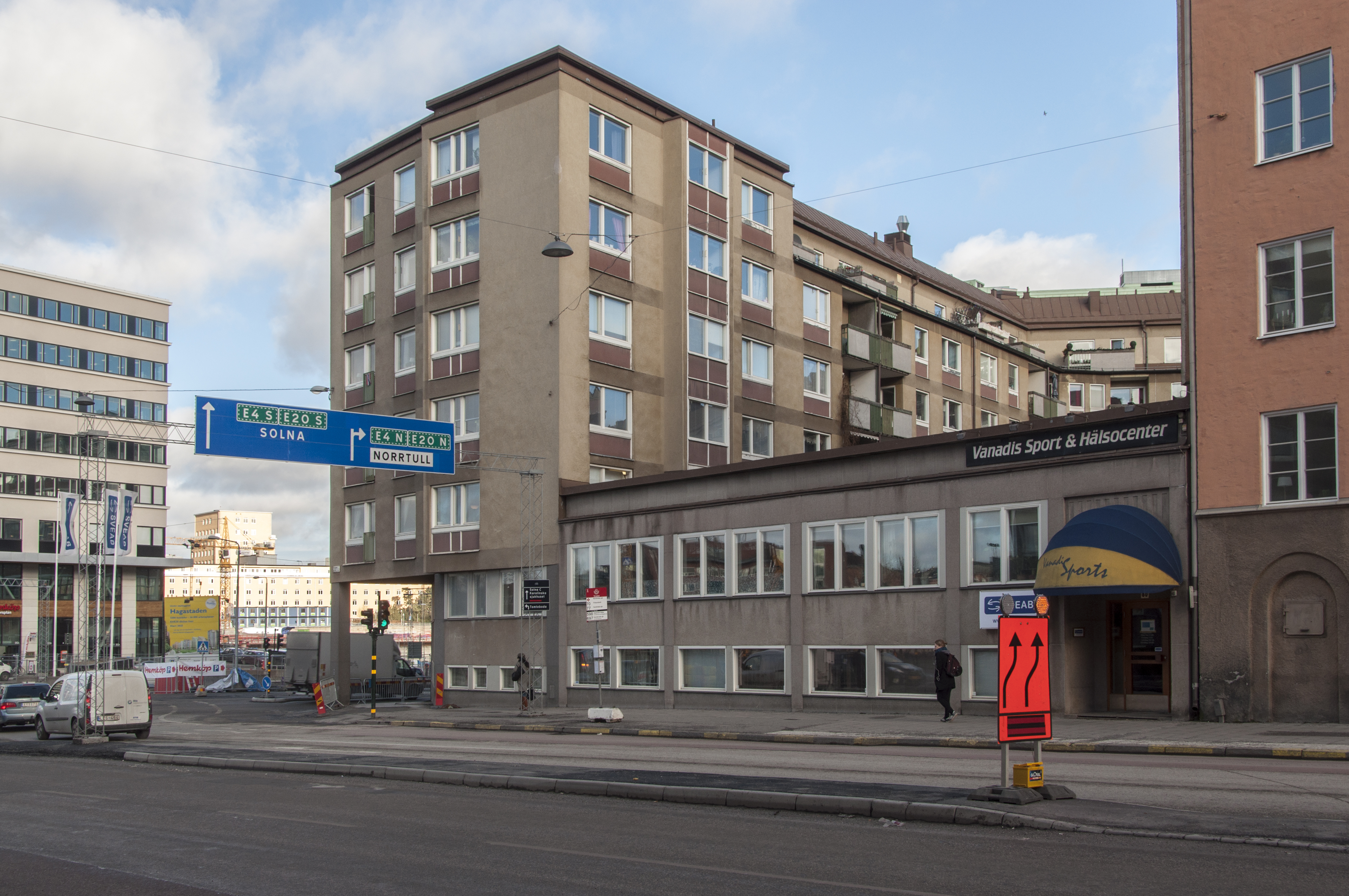
Myrstacken 32, Gävlegatan 15, Stockholm.